# Colonel Claypool’s Bucket of Bernie Brains
Colonel Claypool’s Bucket of Bernie Brains (C2B3) war eine Supergroup, bestehend aus Bassisten Les Claypool, Gitarristen Buckethead, Keyboarder Bernie Worrell und Schlagzeuger Bryan „Brain“ Mantia.

## Geschichte
Les Claypool, unter anderem Bassist bei Primus, gründete mit Gitarrist Buckethead, Keyboarder Bernie Worrell und Ex-Primus-Schlagzeuger Bryan Mantia die Band Colonel Claypool’s Bucket of Bernie Brains, eine Kombination der Namen der Bandmitglieder, nachdem sich die Mitglieder im Jahr 2002 auf dem Bonnaroo-Festival getroffen hatten. Worrell, Mantia and Buckethead nahmen an diesem Festival teil, um mit Bill Laswell in der Band Praxis zu spielen. Laswell war es jedoch nicht möglich das Konzert zu halten, sodass Claypool die übrigen Mitglieder einlud, mit ihm zu jammen. Von diesem Zeitpunkt an, entwickelte sich das Konzept der Supergroup immer weiter. Auf ihren weiteren Konzerten improvisierten sie immer weiter, ohne vorher Material vorbereitet oder geprobt zu haben.
Colonel Claypool’s Bucket of Bernie Brains fanden im Jahr 2004 wieder zusammen, um das Album The Big Eyeball in the Sky aufzunehmen, ein Album auf dem instrumentale Teile und Stücke mit Gesang enthalten waren. Die Band begann eine Tour durch die USA am 24. September 2004 und bereiste dabei 18 Staaten.  Auf dem Album war mit the Gabby La La ein Gast zu hören. Dieser war mit dem Namen Gabby Lang auf dem Album verzeichnet. Gabby La La war dabei auf dem Lied Purple Onion als Sängerin und an der Sitar zu hören. Sie eröffnete außerdem jeden Auftritt der Tour des Jahres 2004.

## Stil
Die Band spielt eine Mischung aus Funk, Metal, Punk, Rock, Jazz und Psychedelic Rock. Die Mitglieder spielen dabei alle auf technisch sehr hohem Niveau.

## Diskografie
Alben
- 2004: The Big Eyeball in the Sky

2004 Fall Tour
- Downloads auf der offiziellen Homepage als MP3 oder FLAC

Kompilationen
- 2003: Bonnaroo, Vol. 2 - Enthalten mit dem Live-Stück „Number Two“
- 2004: Concrete Corner: October Sampler 2004 - Enthalten mit dem Lied „Junior“

## Videos
- 2005: Les Claypool - 5 Gallons of Diesel

Enthält vier Live-Lieder: Opening Jam, Encore Jam, Tyranny of the Hunt und Scott Taylor
- 2003: Bonnaroo Music Festival 2002

Enthält die einzige Live-Aufnahme des Liedes Number Two